# Bart de Graaff
Bart Frederikus de Graaff (Haarlem, 16 april 1967 – Leiden, 25 mei 2002) was een Nederlands televisiepresentator en programmamaker, alsmede de oprichter en voorzitter van de omroep BNN.

## Levensloop
De Graaff werd in Haarlem geboren, maar kort daarna verhuisde hij samen met zijn ouders en zusje naar Hillegom. Op zijn negende in 1976 kwam hij tijdens het spelen onder een auto terecht. Daarbij verbrijzelde hij een been en liep hij een bacterie-infectie op, die zijn nieren aantastte. Door deze nierziekte ontwikkelde hij ook een groeistoornis, waardoor hij nooit groter is geworden dan een kind van twaalf. Na de mavo kwam hij in 1986 op televisie.
Hij was een opvallende persoonlijkheid door zijn uitgelaten en energieke gedrag waarbij hij allerlei kwajongensstreken niet schuwde. Zo gooide hij een keer een baksteen door een ruit van een Utrechts tankstation om vervolgens zelf de politie te waarschuwen. De Graaff had een zeer hechte relatie met zijn moeder, die hem bij zijn ziekte en ook anderszins altijd trouw terzijde stond.

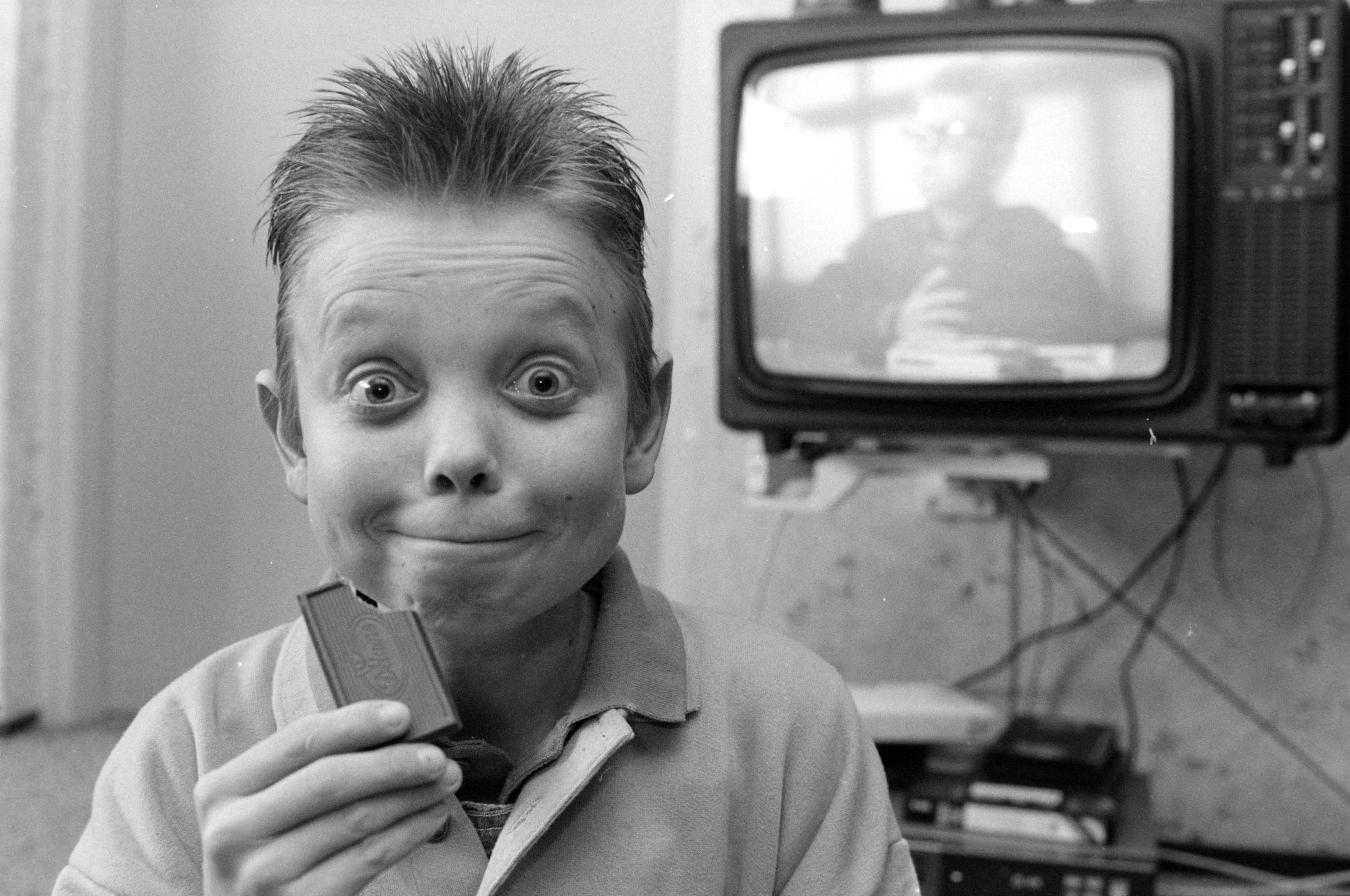
Bart de Graaff in Sterspot voor Bichoc koekjes, 1987

Op 21-jarige leeftijd speelde De Graaff mee in een televisiereclame voor het chocoladekoekje Bichoc (met de kreet "Zeg maar nee, dan krijg je er twee ... Toevallig!"). Naar aanleiding daarvan vroeg Rob de Boer Productions hem een screentest te doen voor een nieuw kinderprogramma voor de (toen nog) publieke omroep Veronica. Dit werd B.O.O.S. (Bart Omroep Organisatie Stichting), waarin De Graaff speelde dat hij een eigen kinderomroep had in de kelder van het Veronicagebouw. Na zes jaar B.O.O.S. startte hij begin 1995 met een nieuwe programmaserie bij Veronica, voor een wat ouder publiek. Dit luisterde naar de naam BNN ofwel Bart News Network, een knipoog naar het Amerikaans kabeltelevisienetwerk CNN.

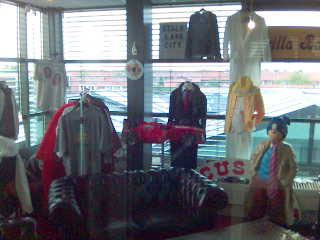
Museum met persoonlijke eigendommen van Bart de Graaff bij BNN

Veronica stapte per 1 september 1995 uit het publieke bestel en ging commercieel. Op 22 april 1996 meldde De Graaff dat hij met zijn BNN interesse had om in het gat te stappen dat Veronica had achtergelaten, en twee jaar later slaagde hij daar daadwerkelijk in. Hij richtte een publieke omroep op, ook met de naam BNN. De Graaff werd voorzitter. Hij bleef ook programma's presenteren en bedenken, waarmee hij BNN de stempel van jong, speels, provocerend en choquerend gaf. Hij bleef tot aan zijn dood het boegbeeld van de omroep.
De Graaffs nierziekte zorgde ervoor dat hij vaak in het ziekenhuis was. In 1997 kreeg hij een donornier die hem de twee actiefste jaren uit zijn volwassen leven bezorgde. In 1999, toen de nier werd afgestoten, begon een nieuwe periode van zwakte, een nieuwe operatie, mondkanker en verschillende complicaties. De Graaff bleef zijn werk met enthousiasme doen en maakte in de jaren daarna nog vele programma's, maar overleed uiteindelijk op 35-jarige leeftijd in 2002. Zijn omroep BNN bleef formeel voortbestaan als Bart's Neverending Network, totdat de omroep op 1 januari 2014 met de VARA verderging als fusie-omroep BNNVARA.
Bart de Graaff werd begraven op de Algemene Begraafplaats aan de Herfstlaan in Heemstede. Op zijn graf is in 2017 een bronzen beeld van De Graaff geplaatst, dat werd gemaakt door Elselien van der Graaf.
Eind 2002 ontving hij postuum een Gouden Beeld in de categorie "Carrière-award".
Na zijn overlijden is de Bart de Graaff Foundation opgericht. De stichting helpt Bikkels, jonge mensen met een levensbepalende lichamelijke beperking, bij het starten van hun eigen onderneming.

## NEC Nijmegen
Een van de stunts van De Graaff bij het werven van leden voor zijn nieuw op te richten omroep in het publieke bestel was de shirtsponsoring van N.E.C. Nijmegen in 1997. Dit leverde nieuwe landelijke aandacht op voor de voetbalclub, die op dat moment een matige reputatie had. Zo liet De Graaff de selectie de macarena dansen, presenteerde hij zich als 'de kleine Berlusconi' en landde hij tijdens een uitwedstrijd tegen Sc Heerenveen met een helikopter in het Abe Lenstra Stadion. In 2000, bij de opening van het nieuwe Goffertstadion was hij nog aanwezig en kreeg hij een staande ovatie. De voetbalclub NEC beschouwt Bart de Graaff als een van de grootste redenen van de wederopstanding van de club. Op 12 mei 2022 speelde de club een wedstrijd in de BNN retro-shirts, 25 jaar na het hoofdsponsorschap, 20 jaar na zijn overlijden. De opbrengst van diverse acties ging volledig naar de Bart de Graaff Foundation.

## Documentaire
Bikkel is een bioscoopdocumentaire uit 2008 over Bart de Graaff. Zijn vader stelde in een reactie op de documentaire dat hij een goede relatie met zijn zoon had, die in Bikkel onderbelicht is.
Schrijver Ron Moerenhout bracht in 2012 een boek uit over het leven van Bart de Graaff.

## Televisieprogramma's
- B.O.O.S. (1988-1995)
- Flodder (1993) aflevering De mooiste dag van je leven - Kleine man op feest (uncredited)
- BNN (1995-2002)
- De zondagavond van BNN (1998)
  - Waar kan ik je 's nachts voor wakker maken? (1998)
  - Teringtubbies (1998)
  - De Kraan (1998)
- Pittige Tijden (1998) - Prins Graaffenstein 1 aflevering
- De Jimmy Hopper Show 1998-1999 - stem The Big Chief
- Bart's Straatvechters (2000)
- De Stalkshow (2001)
- Bartje (2001), parodie op jeugdserie Bartje

## Discografie

### Singles
| Single met eventuele hitnotering(en) in de Nederlandse Top 40 | Datum van verschijnen | Datum van binnenkomst | Hoogste positie | Aantal weken | Opmerkingen                                                                |
| ------------------------------------------------------------- | --------------------- | --------------------- | --------------- | ------------ | -------------------------------------------------------------------------- |
| Ik wou dat ik voor één keer in mijn leven                     | 1992                  | 7 maart 1992          | 22              | 6            | duet met Lee Towers / nr. 22 in de Mega Top 50                             |
| Hij gaat voor C!                                              | 1997                  | 8 februari 1997       | 3               | 8            | als BN'ers voor BNN / nr. 3 in de Mega Top 100                             |
| Dance yourself dizzy                                          | 1998                  |                       | tip             |              | duet met Hermes House Band *Dance yourself dizzy (with Bart de Graaf) 1998 |
| Voorgoed                                                      | 1998                  | 14 november 1998      | 11              | 9            | als BNN & friends for War Child / nr. 8 in de Mega Top 100                 |